# اورازایوو (شهرستان کاراایدلسکی، باشقیرستان)
اورازایوو (انگلیسی: Urazayevo, Karaidelsky District, Republic of Bashkortostan) یک شهرک در شهرستان کاراایدلسکی استان باشقیرستان کشور روسیه است.